# Mowgli (film)
Mowgli is een Brits-Amerikaanse film uit 2018, geregisseerd door Andy Serkis en geschreven door Callie Kloves. De film is een adaptatie van Het jungleboek van Rudyard Kipling. De hoofdrollen worden vertolkt door Rohan Chand, Matthew Rhys en Freida Pinto, met motion capture-rollen voor Serkis, Christian Bale, Benedict Cumberbatch en Cate Blanchett.

## Verhaal
De film vertelt het verhaal van Mowgli, het jongetje dat opgroeit in de jungle bij een roedel wolven. Hij moet er de regels van de jungle leren, maar het grootste gevaar schuilt zich niet in de jungle, maar bij zijn menselijke oorsprong.

## Rolverdeling
| Acteur               | Personage     |
| -------------------- | ------------- |
| Rohan Chand          | Mowgli        |
| Andy Serkis          | Baloe         |
| Christian Bale       | Bagheera      |
| Matthew Rhys         | John Lockwood |
| Freida Pinto         | Messua        |
| Cate Blanchett       | Kaa           |
| Benedict Cumberbatch | Shere Khan    |
| Tom Hollander        | Tabaqui       |
| Naomie Harris        | Raksha        |
| Peter Mullan         | Akela         |
| Eddie Marsan         | Vihaan        |
| Jack Reynor          | Brother Wolf  |

## Productie

### Ontwikkeling
Eind april 2012 maakte Warner Bros. bekend dat het Steve Kloves had aangetrokken voor het schrijven, produceren en regisseren van een "Jungle Book"-film. Eind 2013 raakte bekend dat Kloves enkel als producent zou verbonden zijn aan de film en dat zijn dochter, Callie Kloves, een nieuw scenario zou schrijven. Alejandro González Iñárritu was in gesprek met Warner voor de regie van de film. In januari 2014 verliet Inarritu het project wegens andere filmverplichtingen.
De film werd na het vertrek van Inarritu aangeboden aan Ron Howard. Uiteindelijk tekende Andy Serkis voor de regie van de film.

### Casting
Op 19 augustus 2014 werd aangekondigd dat Benedict Cumberbatch de rol van Shere Khan zou vertolken. De daaropvolgende dag werd de casting van Christian Bale, Cate Blanchett, Naomie Harris, Tom Hollander, Eddie Marsan, Peter Mullan en Rohan Chand aangekondigd.

### Opnames
De filmopnames gingen op 9 maart 2015 van start. Het merendeel van de opnames vond plaats in Zuid-Afrika.

### Promotie
Op 21 mei 2018 gaf Warner Bros. de eerste trailer van de film vrij.